# Sarrey
Sarrey est une commune française située dans le département de la Haute-Marne, en région Grand Est.

## Géographie
Sarrey est un village de 400 habitants doté d'une petite zone industrielle spécialisée dans l'aéronautique (polissage) et la fabrication de prothèses médicales occupant 150 personnes environ.
Un lotissement de 14 parcelles a été implanté en 2011-2012 ; à ce jour quelques emplacements restent disponibles à la construction.
École primaire, cantine, garderie, périscolaire, NAP, multiservices (pains, épicerie, etc) café restaurant, boucherie, poste, bibliothèque, taxis, pension canine, cabinet d'infirmières sont présents dans la commune. Un  multi-services avec supérette a ouvert le 18 mai 2013 (épicerie, pains, journaux...).
| Nogent             | Is-en-Bassigny |              |
| Poinson-lès-Nogent | Sarrey         | Val-de-Meuse |
|                    | Chauffourt     |              |

### Hydrographie
La commune est dans la région hydrographique « la Seine de sa source au confluent de l'Oise (exclu) » au sein du bassin Seine-Normandie. Elle est drainée par la Traire, le ruisseau de Moutelle, le cours d'eau 01 du Champ Rond, le cours d'eau 01 du Pré Saulmont, la Fontaine des Charmes et le ruisseau de Lavau,.
La Traire, d'une longueur de 29 km, prend sa source dans la commune de Frécourt et se jette  dans la Marne à Poulangy, après avoir traversé huit communes. 

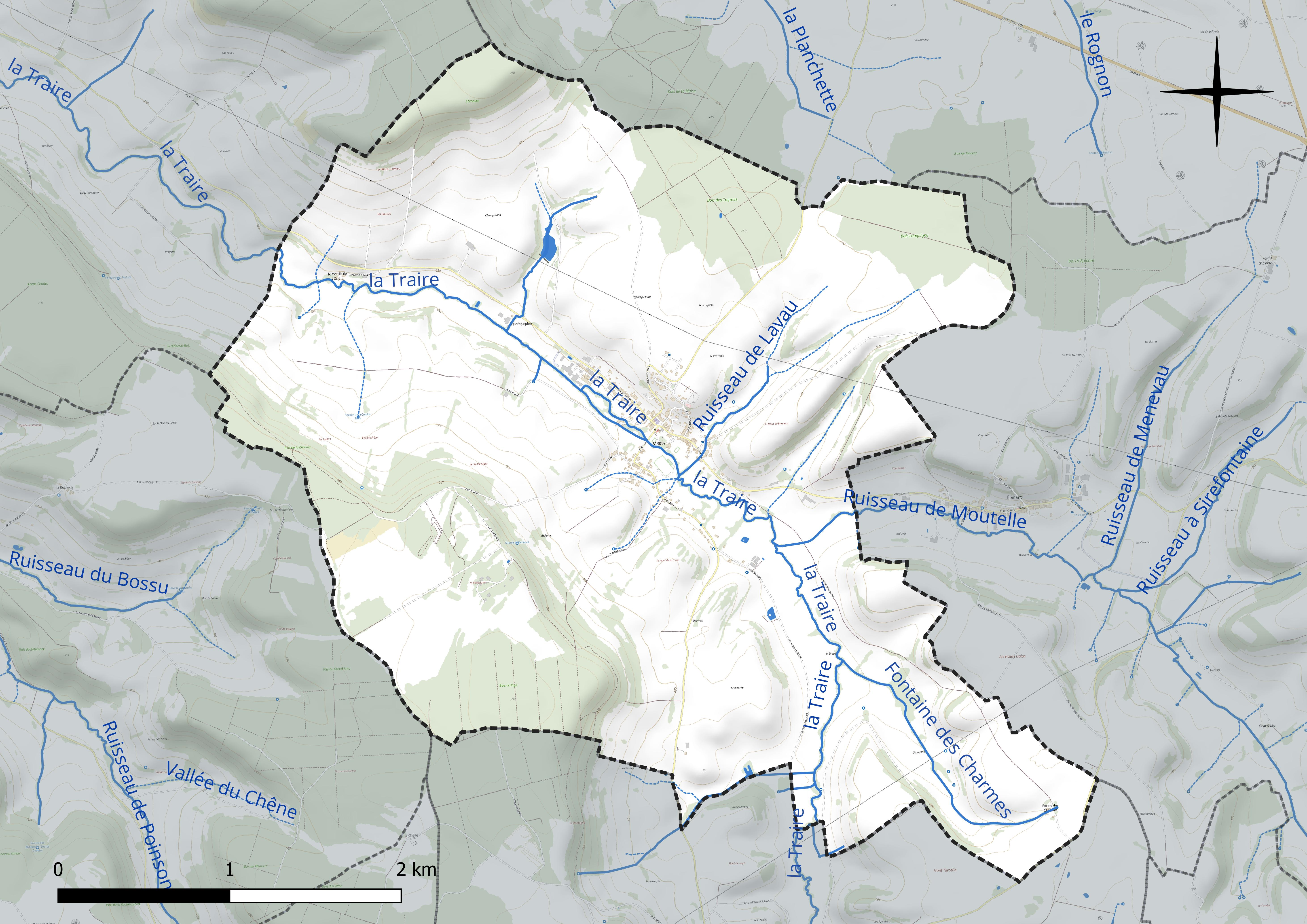
Réseau hydrographique de Sarrey.

### Climat
Pour des articles plus généraux, voir Climat du Grand Est et Climat de la Haute-Marne.
En 2010, le climat de la commune est de type climat de montagne, selon une étude du Centre national de la recherche scientifique s'appuyant sur une série de données couvrant la période 1971-2000. En 2020, Météo-France publie une typologie des climats de la France métropolitaine dans laquelle la commune est exposée à un climat océanique altéré et est dans la région climatique  Lorraine, plateau de Langres, Morvan, caractérisée par un hiver rude (1,5 °C), des vents modérés et des brouillards fréquents en automne et hiver. 
Pour la période 1971-2000, la température annuelle moyenne est de 9,3 °C, avec une amplitude thermique annuelle de 16,7 °C. Le cumul annuel moyen de précipitations est de 991 mm, avec 13,3 jours de précipitations en janvier et 9,2 jours en juillet. Pour la période 1991-2020, la température moyenne annuelle observée sur la station météorologique de Météo-France la plus proche, « Is-en-Bassigny », dans la commune d'Is-en-Bassigny à 4 km à vol d'oiseau, est de 10,0 °C et le cumul annuel moyen de précipitations est de 873,6 mm. 
La température maximale relevée sur cette station est de 38,7 °C, atteinte le 25 juillet 2019 ; la température minimale est de −19,3 °C, atteinte le 20 décembre 2009,,. 
Les paramètres climatiques de la commune ont été estimés pour le milieu du siècle (2041-2070) selon différents scénarios d'émission de gaz à effet de serre à partir des nouvelles projections climatiques de référence DRIAS-2020. Ils sont consultables sur un site dédié publié par Météo-France en novembre 2022.

## Urbanisme

### Typologie
Au 1er janvier 2024, Sarrey est catégorisée commune rurale à habitat dispersé, selon la nouvelle grille communale de densité à sept niveaux définie par l'Insee en 2022.
Elle est située hors unité urbaine et hors attraction des villes,.

### Occupation des sols
L'occupation des sols de la commune, telle qu'elle ressort de la base de données européenne d’occupation biophysique des sols Corine Land Cover (CLC), est marquée par l'importance des territoires agricoles (80,3 % en 2018), en diminution par rapport à 1990 (81,7 %). La répartition détaillée en 2018 est la suivante : 
prairies (49,8 %), terres arables (28,3 %), forêts (16,1 %), zones urbanisées (3,5 %), zones agricoles hétérogènes (2,2 %). L'évolution de l’occupation des sols de la commune et de ses infrastructures peut être observée sur les différentes représentations cartographiques du territoire : la carte de Cassini (XVIIIe siècle), la carte d'état-major (1820-1866) et les cartes ou photos aériennes de l'IGN pour la période actuelle (1950 à aujourd'hui).

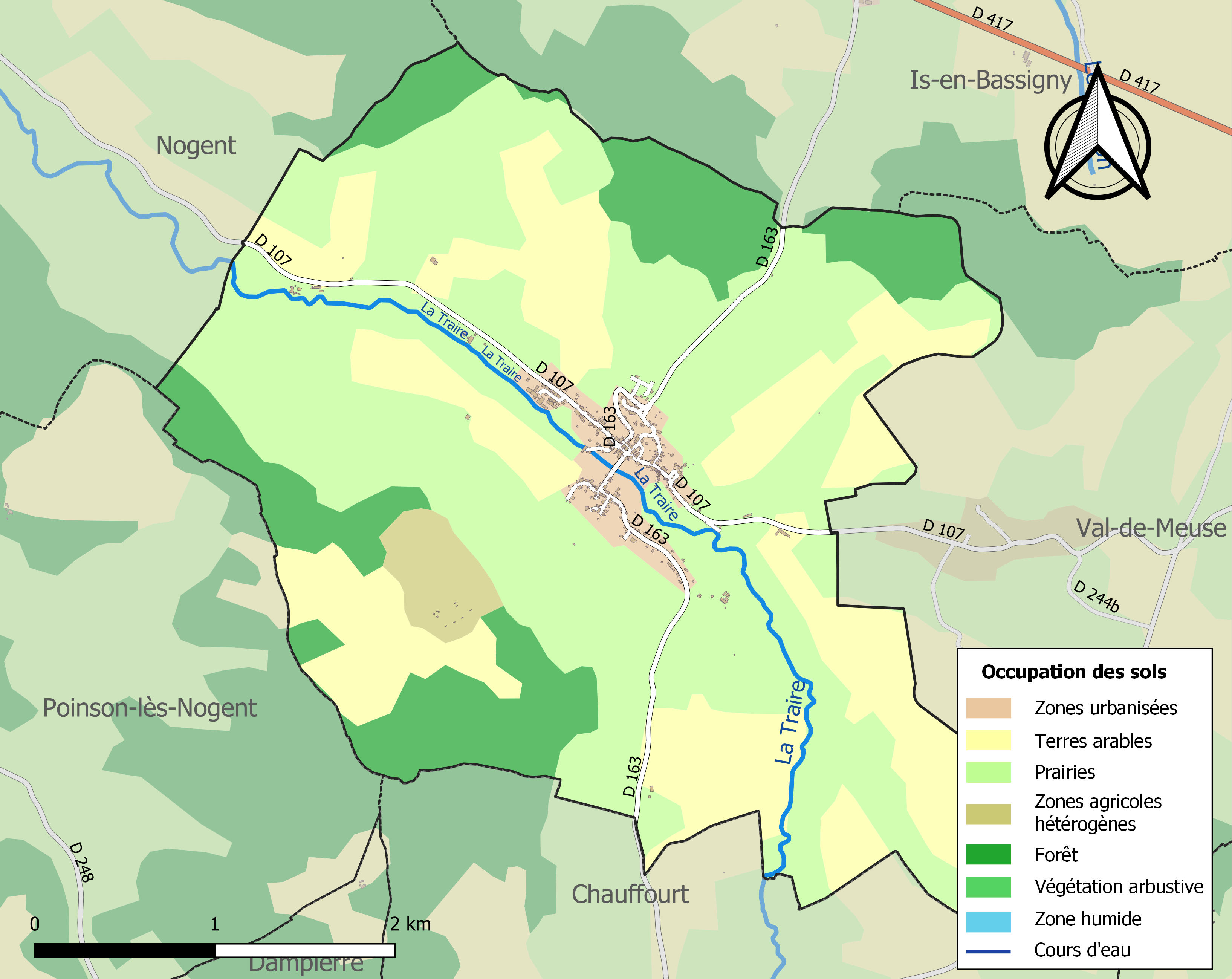
Carte des infrastructures et de l'occupation des sols de la commune en 2018 (CLC).

## Politique et administration
| Période                                  | Période  | Identité       | Étiquette | Qualité           |
| ---------------------------------------- | -------- | -------------- | --------- | ----------------- |
| mars 2008                                | En cours | Jacques Prévot | SE        | Chef d'entreprise |
| Les données manquantes sont à compléter. |          |                |           |                   |

## Population et société

### Démographie

#### Évolution démographique

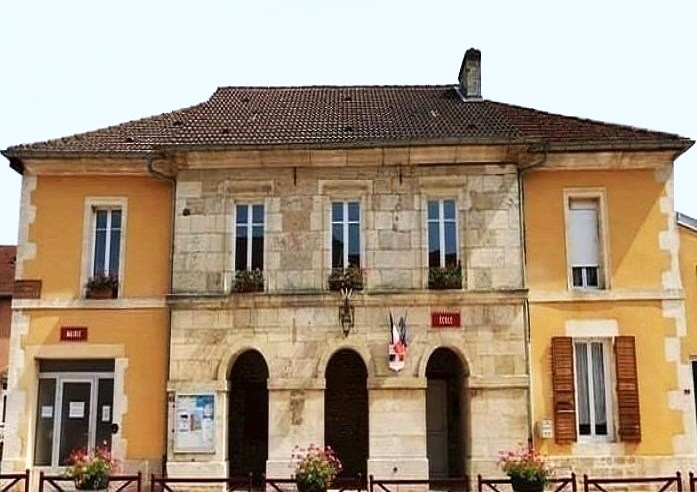
La mairie

En 2014, la commune compte plus de 400 habitants ; l'augmentation de la population est essentiellement due à l'arrivée de jeunes couples travaillant dans les entreprises locales.
L'évolution du nombre d'habitants est connue à travers les recensements de la population effectués dans la commune depuis 1793. Pour les communes de moins de 10 000 habitants, une enquête de recensement portant sur toute la population est réalisée tous les cinq ans, les populations de référence des années intermédiaires étant quant à elles estimées par interpolation ou extrapolation. Pour la commune, le premier recensement exhaustif entrant dans le cadre du nouveau dispositif a été réalisé en 2007.

En 2022, la commune comptait 369 habitants, en évolution de −2,38 % par rapport à 2016 (Haute-Marne : −4,62 %, France hors Mayotte : +2,11 %).
| 1793 | 1800 | 1806 | 1821 | 1831 | 1836 | 1841 | 1846 | 1851 |
| ---- | ---- | ---- | ---- | ---- | ---- | ---- | ---- | ---- |
| 510  | 471  | 513  | 575  | 580  | 582  | 601  | 631  | 627  |

| 1856 | 1861 | 1866 | 1872 | 1876 | 1881 | 1886 | 1891 | 1896 |
| ---- | ---- | ---- | ---- | ---- | ---- | ---- | ---- | ---- |
| 573  | 572  | 590  | 567  | 595  | 550  | 536  | 550  | 545  |

| 1901 | 1906 | 1911 | 1921 | 1926 | 1931 | 1936 | 1946 | 1954 |
| ---- | ---- | ---- | ---- | ---- | ---- | ---- | ---- | ---- |
| 505  | 517  | 506  | 448  | 443  | 412  | 408  | 392  | 409  |

| 1962 | 1968 | 1975 | 1982 | 1990 | 1999 | 2006 | 2007 | 2012 |
| ---- | ---- | ---- | ---- | ---- | ---- | ---- | ---- | ---- |
| 384  | 399  | 396  | 353  | 331  | 337  | 369  | 373  | 378  |

| 2017 | 2022 | - | - | - | - | - | - | - |
| ---- | ---- | - | - | - | - | - | - | - |
| 376  | 369  | - | - | - | - | - | - | - |

## Lieux et monuments

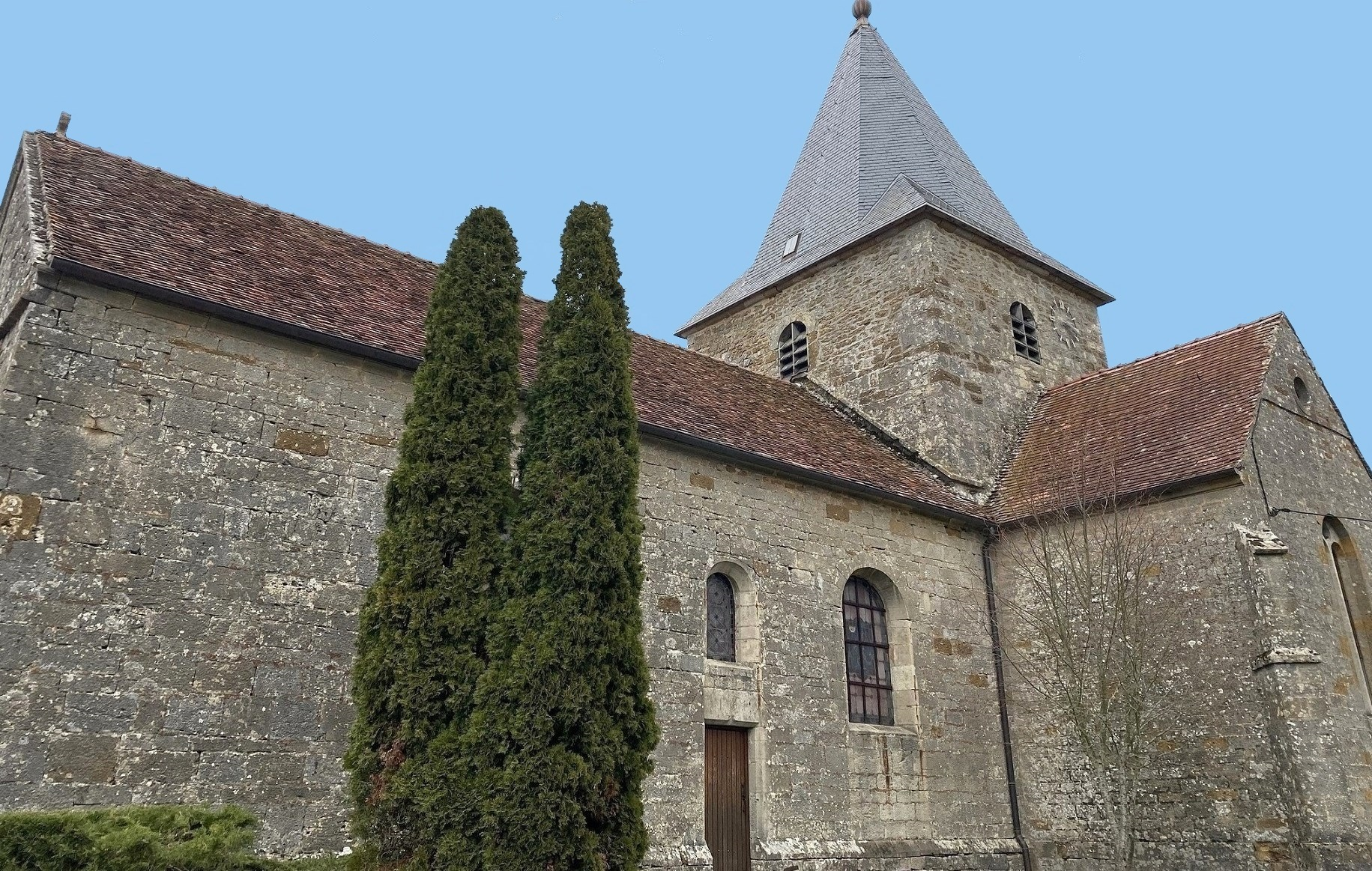
L'église Saint-Maurice

- Église Saint-Maurice, datée du XIIe siècle et protégée par une inscription à l'inventaire supplémentaire des Monuments Historiques depuis 1927[19].
- La chapelle Sainte-Pétronille des Charmes[20].